# Police religieuse
 (août 2016).
Si vous disposez d'ouvrages ou d'articles de référence ou si vous connaissez des sites web de qualité traitant du thème abordé ici, merci de compléter l'article en donnant les références utiles à sa vérifiabilité et en les liant à la section « Notes et références ».
La police religieuse est une police d'État qui a pour but d'appliquer à la lettre les règles et principes religieux en vigueur.  

## Catholicisme
Le cas le plus connu est l'Inquisition durant le Moyen Âge occidental. L'Inquisition était cependant indépendante de l'État et faisait office de contrôle des conversions aux pratiques religieuses en vigueur dans les pays catholiques principalement en Espagne après la Reconquista à la suite du choix entre conversion ou départ définitif du pays. L'Inquisition fut quasi inexistante durant la période coloniale en Amérique latine. 

## Islam
Au XXIe siècle, il existe dans le monde musulman plusieurs pays qui ont des forces de police religieuses chargées de la bonne tenue des mœurs pour la population selon les principes coraniques de la charia par le biais de la hisba: 
En terre Dar al-Islam (arabe : دار الإسلام [dār al-islam], territoire de la soumission):
Au moyen - Orient :
- En Arabie saoudite, le pouvoir sunnite en place dispose depuis 1940 d'une force spéciale de police très puissante dans le royaume, chargée de la répression du vice. Ce sont les Muttawa, environ 3 500 policiers renforcés par des milliers d'informateurs à travers tout le royaume.
- En Iran, le pouvoir chiite a sa police religieuse appelée Gasht e Ershad (« Police de la Vertu » en Persan)

En Afrique :
- Au Nigéria, la  police religieuse musulmane, la hisba est active à Kano au nord du pays.

En Asie :
- En Afghanistan, malgré le départ des talibans : le « Département de la Promotion de la Vertu et de la Prévention du Vice », les muhtasib contrôlent les bonnes mœurs islamiques de la population.
- En Malaisie, il existe également une police religieuse pour faire respecter la charia.